# Mikkel Torsting
Mikkel Torsting (født 30. oktober 1974 i Aarhus) - Sammen med Jesper Green dannede han i 1997 gruppen Musikk som var aktive fra 1998 til 2007.